# Vancouver Whitecaps FC
El Vancouver Whitecaps FC és un club de futbol canadenc de la ciutat de Vancouver, a la província de Colúmbia Britànica. L'equip era originalment conegut com els Vancouver 86ers. Es va fundar el 1973 i jugava en la United Soccer League First Division (USL 1), des del 2011 va passar a formar part de la Major League Soccer.

## Història
El club va ser fundat l'11 de desembre de 1973 i es dissolgué el 1984. Posteriorment es creà un altre club del mateix nom que ingressà al United Soccer Leagues. La franquícia de Vancouver va obtenir el 18 de març de 2009 pel Comissionat de l'MLS, senyor Garber, la franquícia número disset de la Major League Soccer. Per a formar part de la lliga al costat dels Portland Timbers, que va ser anunciada com la franquícia de l'MLS número 18, per a la temporada 2011 de la Major League Soccer. Si bé no es va fer públic el nom de l'equip de Vancouver, un any més tard, el club va confirmar que l'equip de l'MLS mantindria el nom Whitecaps. En preparació per a la seva temporada inaugural, la franquícia va realitzar diferents incorporacions, el 24 de novembre de 2009, Paul Barber, que va ser executiu del Tottenham Hotspur FC va ser nomenat conseller delegat. Uns altres que es van unir a ell són Tom Soehn exentrenador del DC United i com a Director d'Operacions l'neerlandès Richard Grootscholten, i també director tècnic i cap d'entrenadors del programa de residència. Com a entrenador durant l'etapa en la USL i en la USSF Division 2 dels Vancouver Whitecaps (USL), l'exfutbolista islandès Teitur Þórðarson, va ser confirmat com a entrenador de l'equip per a la temporada de l'MLS inaugural el 2 de setembre de 2010.

## Uniforme
- Uniforme titular: Samarreta blanca amb una franja horitzontal blava, pantalons blancs, mitges blanques.
- Uniforme alternatiu: Samarreta blava, pantalons blaus, mitges blaves.

## Estadis

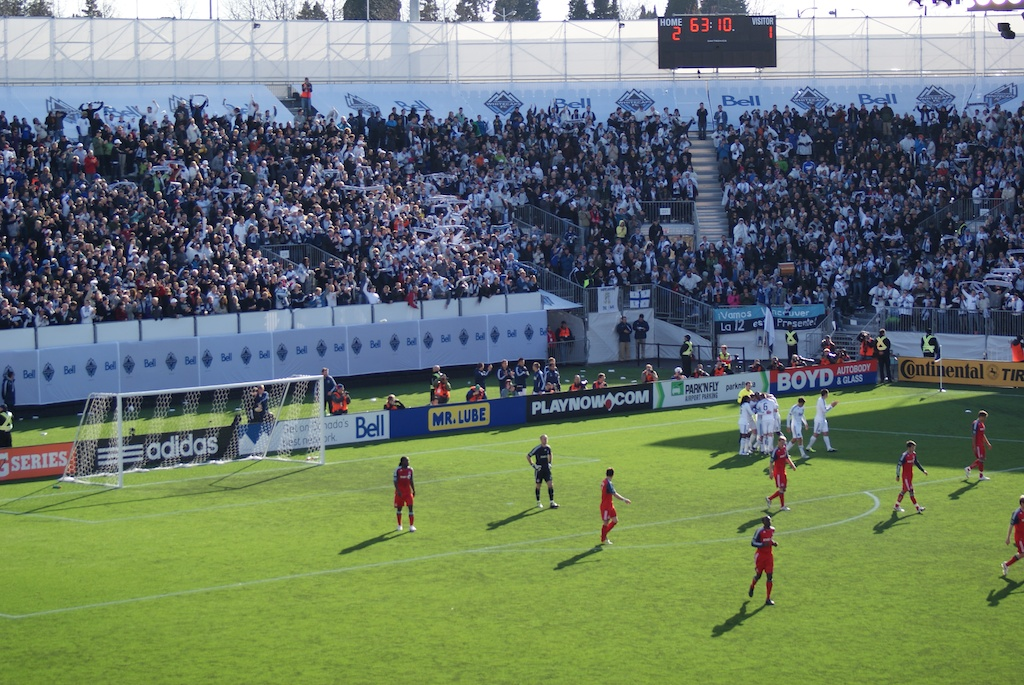
Vancouver Whitecaps jugant a l'Empire Field.

- Empire Stadium (1974–1983) 30.000 espectadors
- Estadi BC Place (1983–1984 i 2010) 60.000 espectadors
- Pacific Coliseum (NASL Indoor) 16.000 espectadors

Els Whitecaps FC jugaran els seus primers partits de la temporada 2011 a l'Empire Field de manera temporal, mentre que el BC Place és renovat i equipat amb un sostre retràctil nou. Una vegada que el BC Place estigui completat, els Whitecaps FC es traslladaran allà i és probable que romangui com a mínim fins al 2015. Mentrestant, l'organització espera concloure i construir la proposta del Whitecaps Waterfront Stadium al centre de Vancouver a temps per a la temporada 2016 de l'MLS.

## Palmarès
- North American Soccer League:
  - 1979
- CSL Champions - 88, 89, 90, 91 (92 subcampions)
- CSL Regular Season Champions – 88, 89, 90, 91, 92
- North American Club Champions – 90

## Futbolistes destacats
- Alan Ball (1979-80)
- Peter Beardsley (1981-83)
- Chris Bennett (1974)
- Liam Buckley (1981)
- John Craven (1978-80)
- Ray Hankin (1980-82)
- David Harvey (1980-83)
- Kevin Hector (1978-80)
- Jimmy Holmes (1981-82)
- Steve Kember (1980-81)
- Roger Kenyon (1979-81)
- Peter Lorimer (1981-83)
- Mick Martin (1983-84)
- Mark Nickeas (1981-84)
- Pierce O'Leary (1981-84)
- Charlie Palmer (1974-75)
- Derek Possee (1977-79)
- Jon Sammels (1978-79)
- Terry Yorath (1981-82)
- Bruce Grobbelaar (1979-81)

## Assistència d'espectadors
- 1974 10.098
- 1975 7.579
- 1976 8.656
- 1977 11.897
- 1978 15.724
- 1979 22.962
- 1980 26.834
- 1981 23.236
- 1982 18.251
- 1983 29.164
- 1984 15.208